# Yunganglong
Yunganglong là một chi khủng long, được Wang et al. mô tả khoa học năm 2013.